# Alex Lee (calciatore)
Alexander Francis Lee (Rockville, 15 gennaio 1990) è un calciatore statunitense, difensore del Frederick e della Nazionale guamana.

## Statistiche

### Cronologia presenze e reti in nazionale
| Cronologia completa delle presenze e delle reti in nazionale ― Guam | Cronologia completa delle presenze e delle reti in nazionale ― Guam | Cronologia completa delle presenze e delle reti in nazionale ― Guam | Cronologia completa delle presenze e delle reti in nazionale ― Guam | Cronologia completa delle presenze e delle reti in nazionale ― Guam | Cronologia completa delle presenze e delle reti in nazionale ― Guam | Cronologia completa delle presenze e delle reti in nazionale ― Guam | Cronologia completa delle presenze e delle reti in nazionale ― Guam |
| Data                                                                | Città                                                               | In casa                                                             | Risultato                                                           | Ospiti                                                              | Competizione                                                        | Reti                                                                | Note                                                                |
| ------------------------------------------------------------------- | ------------------------------------------------------------------- | ------------------------------------------------------------------- | ------------------------------------------------------------------- | ------------------------------------------------------------------- | ------------------------------------------------------------------- | ------------------------------------------------------------------- | ------------------------------------------------------------------- |
| 28-03-2015                                                          | Caolun                                                              | Hong Kong                                                           | 1 – 0                                                               | Guam                                                                | Amichevole                                                          | -                                                                   | 62’                                                                 |
| 31-03-2015                                                          | Singapore                                                           | Singapore                                                           | 2 – 2                                                               | Guam                                                                | Amichevole                                                          | -                                                                   | 89’                                                                 |
| 11-06-2015                                                          | Hagåtña                                                             | Guam                                                                | 1 – 0                                                               | Turkmenistan                                                        | Qual. Mondiali 2018                                                 | -                                                                   |                                                                     |
| 16-06-2015                                                          | Hagåtña                                                             | Guam                                                                | 2 – 1                                                               | India                                                               | Qual. Mondiali 2018                                                 | -                                                                   |                                                                     |
| 03-09-2015                                                          | Teheran                                                             | Iran                                                                | 6 – 0                                                               | Guam                                                                | Qual. Mondiali 2018                                                 | -                                                                   | 85’                                                                 |
| 08-09-2015                                                          | Hagåtña                                                             | Guam                                                                | 0 – 0                                                               | Oman                                                                | Qual. Mondiali 2018                                                 | -                                                                   |                                                                     |
| 13-10-2015                                                          | Aşgabat                                                             | Turkmenistan                                                        | 1 – 0                                                               | Guam                                                                | Qual. Mondiali 2018                                                 | -                                                                   | 64’                                                                 |
| 17-11-2015                                                          | Hagåtña                                                             | Guam                                                                | 0 – 6                                                               | Iran                                                                | Qual. Mondiali 2018                                                 | -                                                                   |                                                                     |
| 19-03-2016                                                          | Taipei                                                              | Taiwan                                                              | 3 – 2                                                               | Guam                                                                | Amichevole                                                          | -                                                                   | 57’                                                                 |
| 24-03-2016                                                          | Mascate                                                             | Oman                                                                | 1 – 0                                                               | Guam                                                                | Qual. Mondiali 2018                                                 | -                                                                   |                                                                     |
| 11-06-2021                                                          | Sharjah                                                             | Filippine                                                           | 3 – 0                                                               | Guam                                                                | Qual. Mondiali 2022                                                 | -                                                                   | 77’                                                                 |
| Totale                                                              |                                                                     | Presenze                                                            | 11                                                                  |                                                                     | Reti                                                                | 0                                                                   |                                                                     |